# Канонерские лодки типа «К»
Канонерские лодки типа «К» — тип канонерских лодок, строящихся для нидерландского королевского флота в начале 1940-х годов. Предполагалась серия из 7 единиц, но строительство четырёх отменено голландским правительством 14 мая 1940 года. Задумывались как универсальные, способные действовать против берега и использоваться в качестве эскортных кораблей. Оказались весьма удачными и активно использовались для сопровождения конвоев.
В ходе Второй мировой войны все три корабля были захвачены 14 мая 1940 года на стапелях нацистской Германией и введены в состав кригсмарине. K-2 была повреждена авиацией союзников в период достройки, что замедлило её ввод в строй примерно на год.

## Вооружение
По первоначальному проекту вооружение состояло из спаренных 120-мм/45 артиллерийских орудий «Бофорс», аналогичных стоявшим на эсминцах типа «Герард Калленбург». Орудия были универсальными — устанавливались в башнях с углом возвышения орудий до +80°, позволявшим использовать их в качестве зенитных. Планировавшиеся для установки 40-мм автоматы «Бофорс» комплектовались системой управления огнём (СУО) фирмы Hazemeyer. Помимо прочего, в состав вооружения входили контактные тралы.
После захвата германскими войсками состав вооружения был изменён. Орудия главного калибра в башенных артиллерийских установках, а также их СУО оставлены голландские (аналогичны установленным на эсминце ZH-1), зенитное и противолодочное вооружение заменено на германское. По новому проекту канонерки могли принимать мины. Число БМБ впоследствии увеличено до восьми. После достройки для кригсмарине вооружение кораблей включало:
- 2 × 2 – 12 cm kanon nr. 8 (с нидерл. — «12-см пушка № 8», голландская лицензионная версия Bofors 12 cm kanon m/24);
- 2 × 2 — 3,7 cm SK C/30;
- 4 × 1 — 2 cm Oerlikon (первоначально)[3],
2 × 4 — 2 cm FlaK-Vierling C38 + 4 × 1 – 2 cm Oerlikon (впоследствии).

## Бронирование
Броневой пояс прикрывал около 63 % длины корабля; в районе машинного отделения его толщина составляла 50—60 мм, далее к оконечностям — 40 мм, к верхней кромке пояса примыкала 20—35-мм бронепалуба; кроме того, бронировались орудийные башни, боевая рубка и пост управления огнём.

## Энергетическая установка
Первоначально в качестве силовой установки предполагалось использовать дизели Burmeister og Wain, изготавливавшиеся по лицензии в Роттердаме фирмой Р. Smith Jr. Однако, на K-1 и K-2 установлены дизели Germania, применявшиеся на подводных лодках типа VII, а на K-3 — дизели Klöckner-Humboldt-Deutz. И те и другие были менее мощными, из-за чего скорость канонерок оказалась ниже проектных 18 уз.

## Представители проекта
| Название                                                     | Закладка  | Спуск на воду | Вступление в строй | Судьба |
| ------------------------------------------------------------ | --------- | ------------- | ------------------ | --- |
| K-1 (до 14.05.1940 г. — «A»)                                 | 3.8.1939  | 23.11.1940    | 2.10.1941          | Потоплена 5.5.1945 г. британской авиацией у Орхуса |
| K-2 (до 14.05.1940 г. — «B»)                                 | 1939      | 28.6.1941     | 14.11.1942         | Тяжело повреждена 28.9.1944 г. британским торпедоносцем в районе Бергена — ремонт не завершён; после войны возвращена Нидерландам и сдана на слом                                                                       |
| K-3 (до 14.05.1940 г. — «C», с 1945 г. — Hr. Ms. Van Speijk) | 23.6.1939 | 22.3.1941     | 24.01.1942         | После Второй мировой войны возвращена Нидерландам, переклассифицирована во фрегат Hr. Ms. Van Speijk (префикс Hr. Ms., сокр. от Harer Majesteits, в переводе с нидерл. — «Корабль Её Величества»), в строю до 1960 года |

## В игровой индустрии
Канонерская лодка K-2 представлена в игре War Thunder, в немецкой ветке развития большого флота на ранге 1.

## Галерея

Бывшая германская канонерская лодка K-3 в составе КВМС Нидерландов после Второй мировой войны
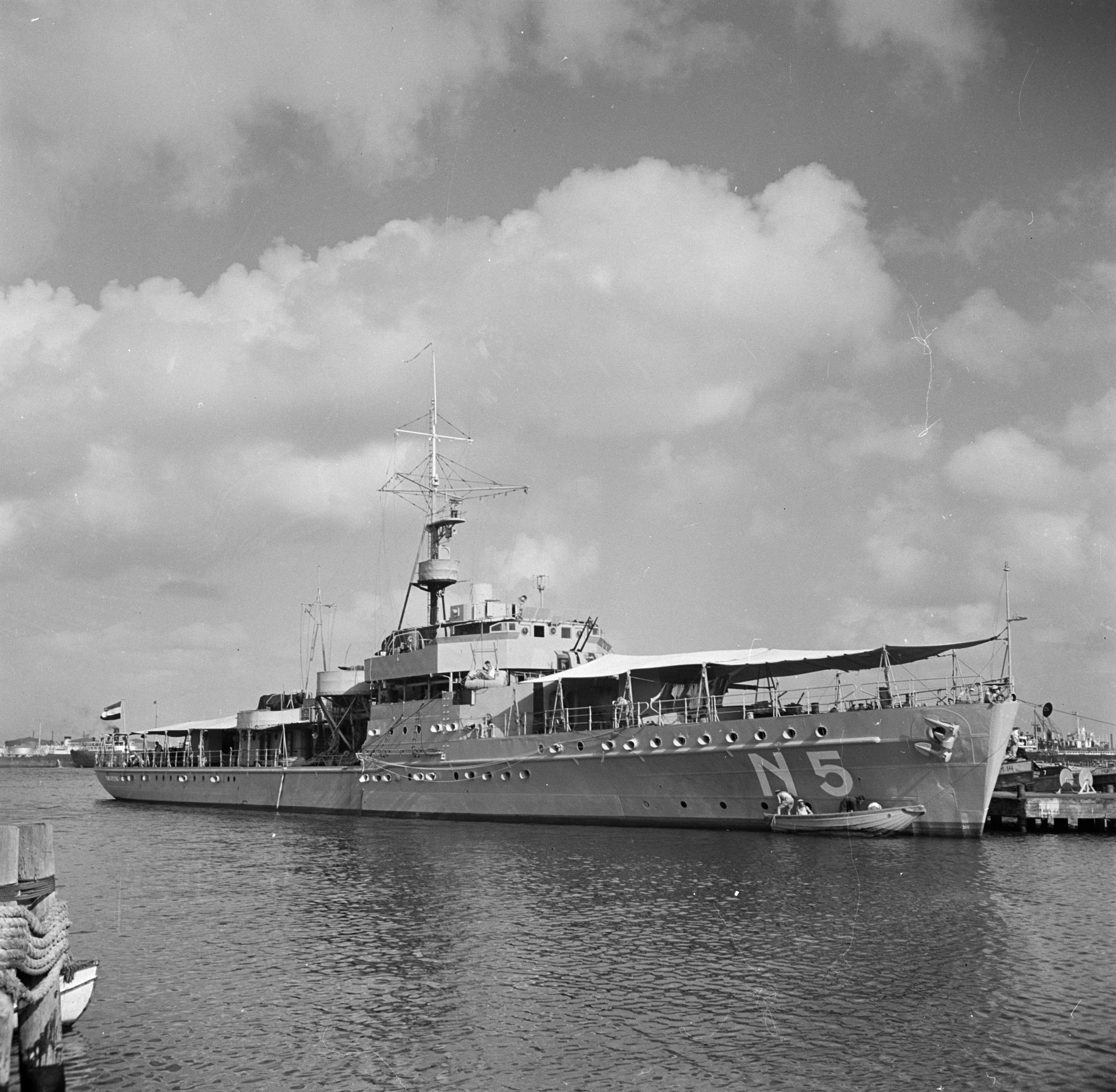
Hr. Ms. Van Speijk (номер вымпела N 5, после 1953 года — F 805); Виллемстад, 1947 год. Бак и ют корабля закрыты солнцезащитным тентом, перед рубкой видна носовая артиллерийская установка 2 × 3,7 cm SK C/30.
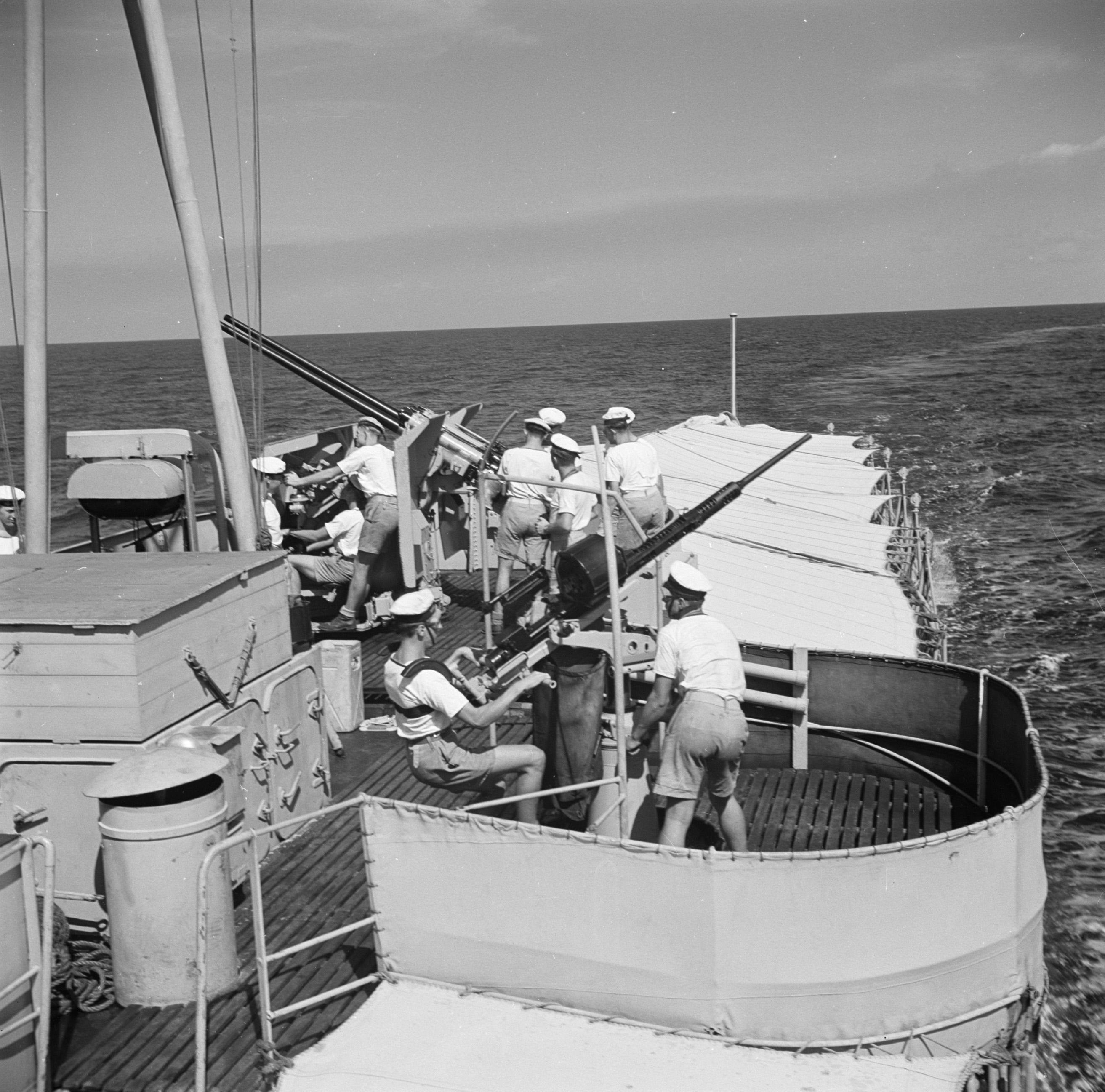
20-мм пушка «Эрликон» на Hr. Ms. Van Speijk, 1948 год (поход в Венесуэлу и восточную часть Карибского бассейна). На заднем плане: кормовая установка 2 × 3,7 cm SK C/30 с щитовым прикрытием.
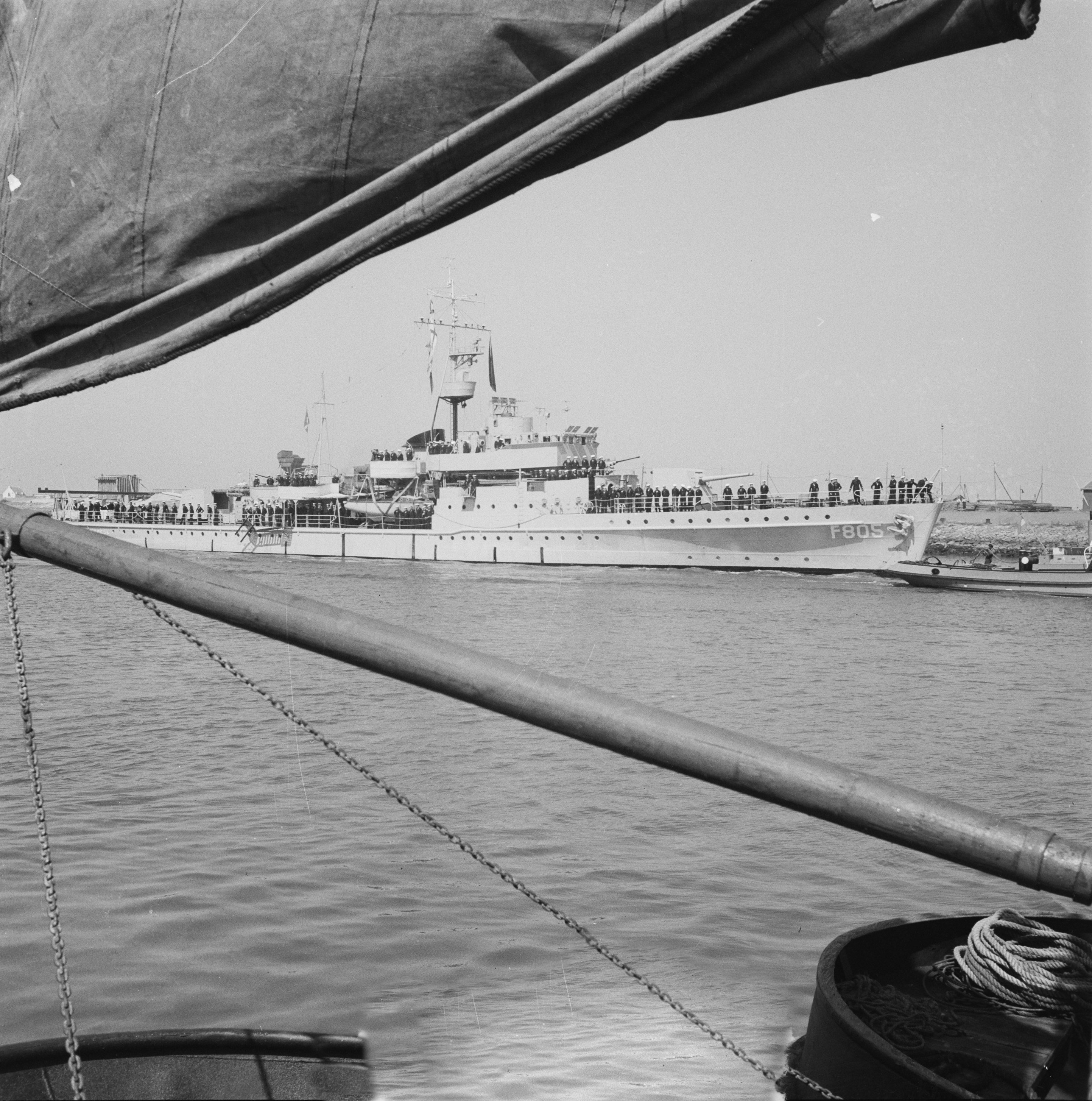
Hr. Ms. Van Speijk (F 805); Ден-Хелдер, 2 августа 1951 года. Вместо носовой и кормовой установок 2 × 3,7 cm SK C/30 установлены одноствольные зенитные установки (вероятно Bofors 40 mm L/60).
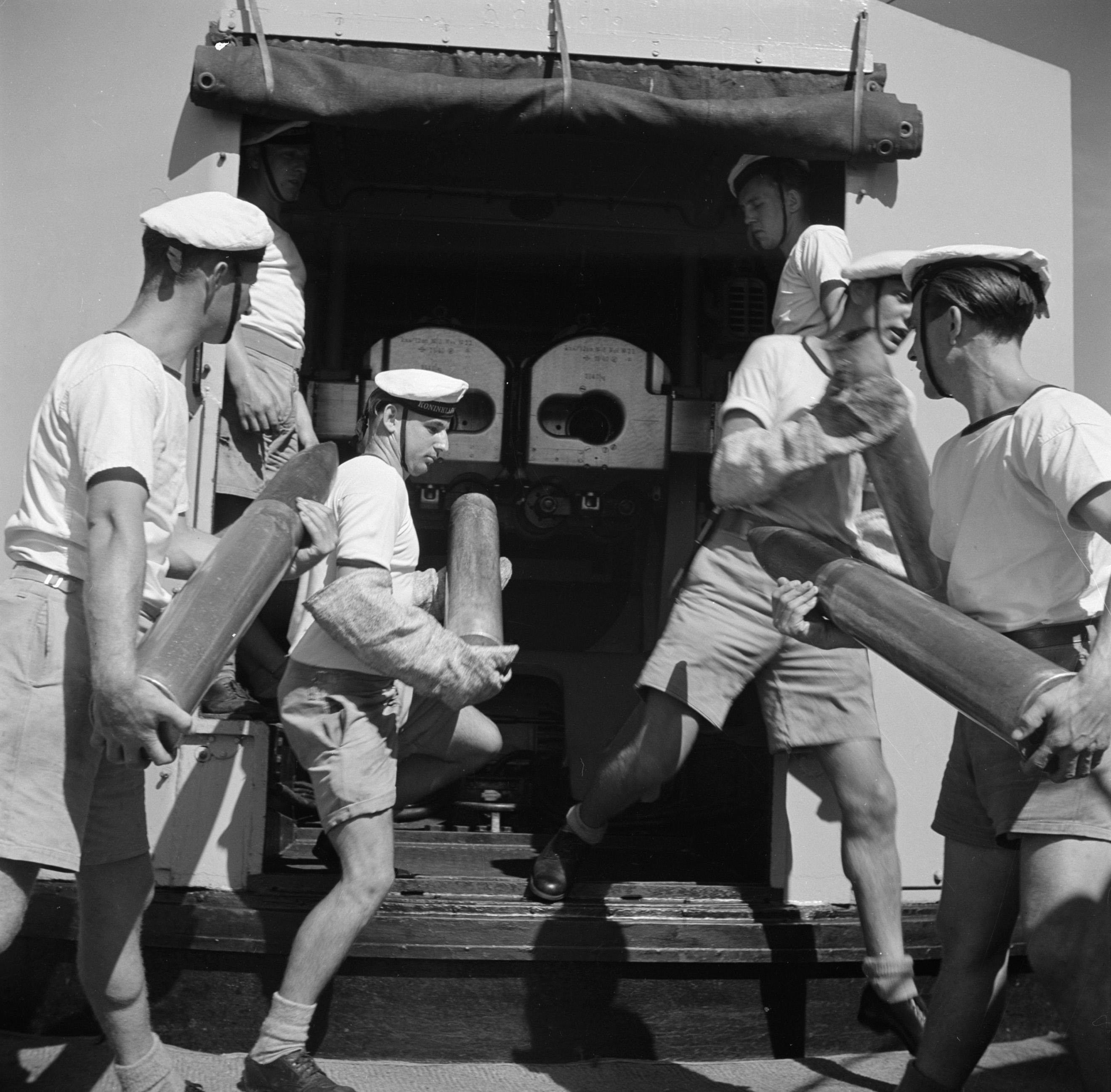
Учебные стрельбы 2 × 120-мм/45 башенной артиллерийской установки главного калибра на Hr. Ms. Van Speijk во время похода в Венесуэлу и восточную часть Карибского бассейна, 1948 год.
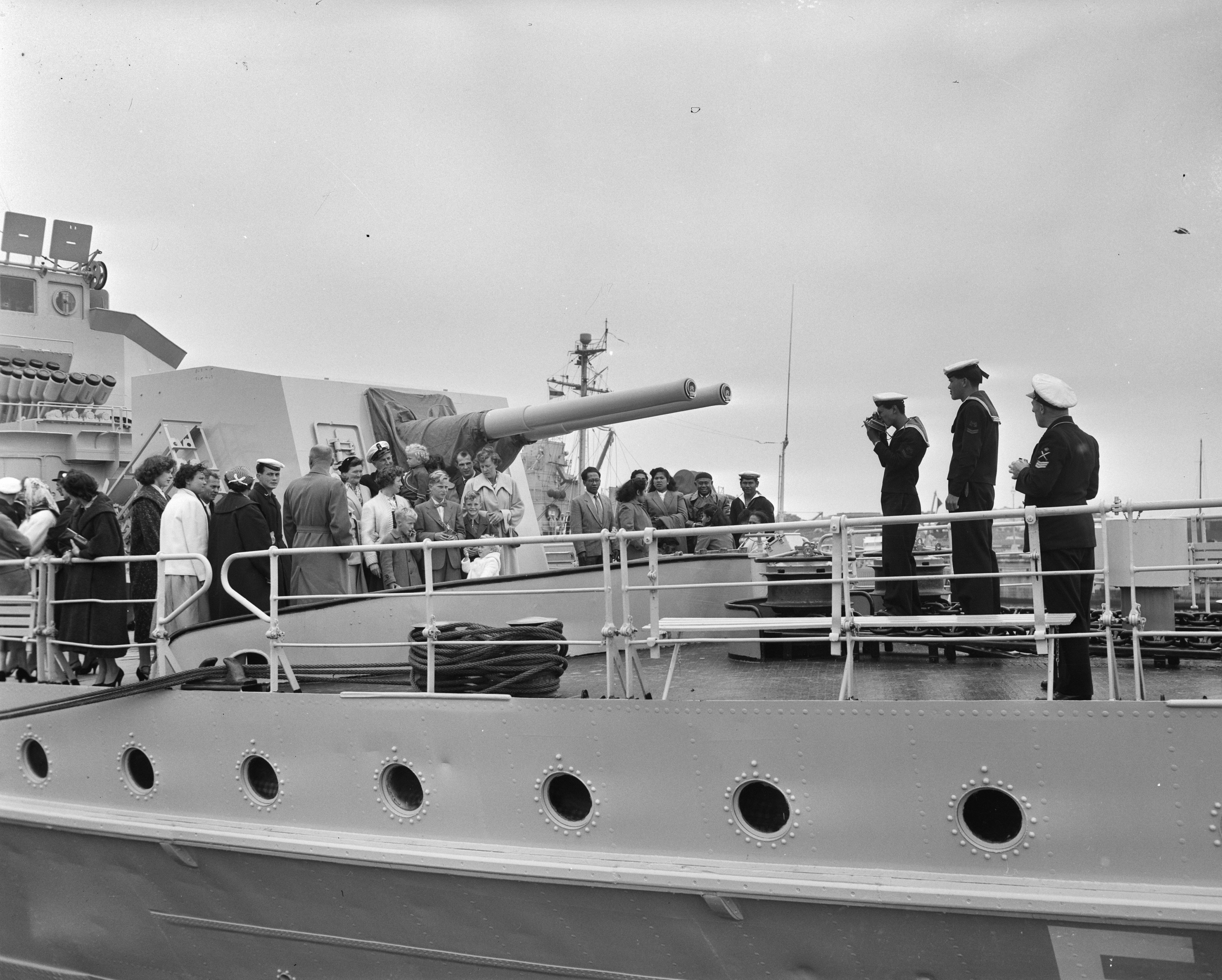
2 × 120-мм/45 башенная артиллерийская установка на Hr. Ms. Van Speijk; Ден-Хелдер, 26 июня 1956 года (проводы корабля в поход к Антильским островам). На заднем плане слева виден бомбомёт «Хеджхог», установленный вместо носовой зенитной установки.